# Югов, Арон Абрамович
Аро́н Абра́мович Ю́гов (нем. Aron Jugow, настоящая фамилия Фрумсон; 15 ноября 1886, Ростов-на-Дону — 1954) — российский социал-демократ, журналист.

## Биография
Родители — купец второй гильдии Абрам Нохимович (Николаевич) Фрумсон (1839—?) и Геня Фрумсон (1840—?), поселились в Ростове-на-Дону в 1857 году, занимались галантерейной торговлей и жили в собственной квартире на Старопочтовой улице, дом № 140. Доходный дом отца находился на Казанской улице, № 76 (впоследствии здание телеграфа). Стал членом партии меньшевиков в 1903 году. Занимался нелегальной революционной работой в городах Ростове-на-Дону, Мариуполе, Одессе, Севастополе, Санкт-Петербурге и Москве.
Окончил юридический факультет Санкт-Петербургского университета. За революционную деятельность четыре раза был арестован и более года провел в тюрьмах, затем подвергнут гласному полицейскому надзору и последовательно высылался в Ригу, Харьков, Саратов.
С мая 1917 года — член Бюро Комитета Московской организации РСДРП. Делегат августовского (объединительного) и декабрьского (чрезвычайного) 1917 года съездов РСДРП(о). Секретарь ЦК после майского (1918) Всероссийского партийного совещания.
С 1921 года Югов работал заведующим пищевым отделом ВСНХ, являлся председателем Моссельпрома. В январе он участвовал в заседаниях ЦК по подготовке материалов к IV Всероссийскому съезду профсоюзов. В марте этого года Арон Абрамович был арестован на общегородском партийном собрании и заключён в Бутырскую тюрьму, но вскоре освобождён. В 1922 году был выслан из большевистской России, секретарь Заграничной делегации, сторонник Ф. И. Дана.
В феврале 1932 года постановлением Президиума ЦИК СССР за контрреволюционную деятельность Югов был лишён советского гражданства. До 1933 года проживал в Германии, затем во Франции. В сентябре 1939 года он, среди представителей российской социал-демократии, подписал воззвание заграничной делегации РСДРП в связи с вторжением советских войск в Польшу. В 1940 году бежал в Канаду, где сотрудничал с советской прессой. В конце 1940-х годов жил в Нью-Йорке, был дружен с журналистом Борисом Скоморовским, с которым жил в одном доме.
Автор книг и статей об экономике СССР. С конца 1940-х годов — сотрудник меньшевистской прессы в Канаде.

## Семья
- Брат — Нохим Абрамович Фрумсон (1873—1949), оперный певец (лирико-драматический тенор), солист Мариинского театра, известный по сценическому псевдониму «Николай Ростовский».
- Племянники — нарком внешней торговли СССР Аркадий Павлович Розенгольц; художница Ева Павловна Левина-Розенгольц; поэтесса Елена Михайловна Ширман.
- Жена — Ольга Иосифовна (Осиповна) Доманевская (псевдоним «З. Эбер», англ. Olga Domanewskaya-Jugow, 1885—1974), журналист и экономист.

## Сочинения
- Народное хозяйство советской России и его проблемы. — Берлин: Экономические проблемы, 1929. — 262, [7] с.